# Брилл, Абрахам
Абрахам Арден Брилл (англ. Abraham Arden Brill; 12 октября 1874 или 13 октября 1874, Каньчуга, Подкарпатское воеводство — 2 марта 1948, Нью-Йорк, Нью-Йорк) — американский психиатр, лидер и основоположник психоанализа в США. Ученик Зигмунда Фрейда, известен как первый переводчик его работ на английский язык.

## Начало карьеры
Абрахам Брилл родился 13 октября 1874 года в г. Канцуг (Австрийская Галиция). В юношеском возрасте (1889) мигрировал в США. В 1901 году закончил Нью-Йоркский университет, в 1903 году получил докторскую степень в медицинском колледже Колумбийского университета, после чего поступил на службу в больницу Сентрал-Айслипе (шт. Нью-Йорк), где проработал 4 года.

## Основная деятельность
После знакомства с Фрейдом и его идеями во время учёбы в Европе, Брилл всерьёз увлёкся психоанализом. В 1908 году он принял участие в работе первого Международного Психоаналитического конгресса в Зальцбурге. По возвращении в Нью-Йорк он стал первым практикующим врачом-психоаналитиком в США.
Деятельность Абрахама Брилла оказала сильное влияние на распространение психоанализа в США. В 1909 году была издана первая из переведенных им книг З. Фрейда «Исследования истерии». В 1910 году он начал чтение лекций по психоанализу в Колумбийском университете. В 1911 году Брилл основал и возглавил Нью-Йоркское психоаналитическое общество. В 1921 году опубликована его собственная работа «Психоанализ: его теория и применение», ставшая первой американской книгой по психоанализу.
Умер 2 марта 1948 года в Нью-Йорке.

## Основные публикации
- Психоанализ: его теория и применение (1921)
- Основные концепции психоанализа (1922)
- Вклад Фрейда в психиатрию (1944)